# کنفرانس مجازی

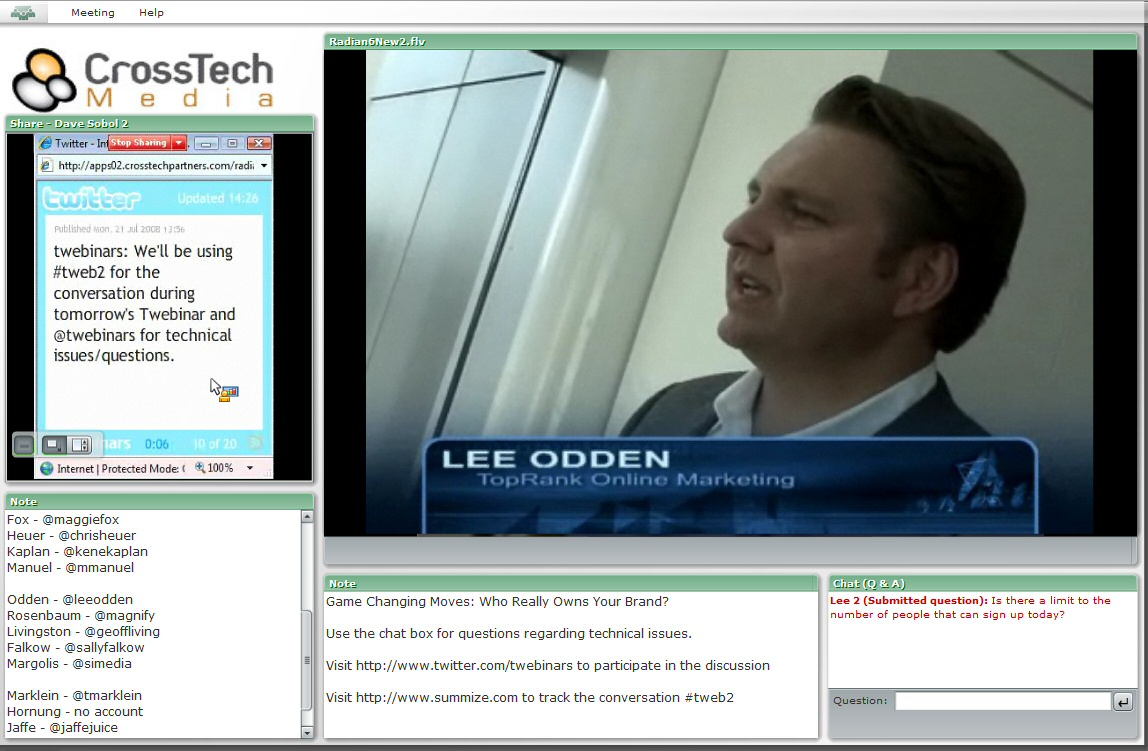

کنفرانس مجازی (به انگلیسی: Web Conference) برگزاری کنفرانس‌ها و جلسات به صورت مجازی و تحت وب می‌باشد. وبینار هم نمونه‌ای از این نوع کنفرانس می‌باشد.
کنفرانس مجازی توسط نرم‌افزار‌های تحت وب و بدون تجهیزات خیلی خاص قابل اجرا می‌باشد و مزیت آن هم به همین دلیل است. دیگر کافی است که افراد با لپ‌تاپ خود به سیستم تحت وب متصل شوند و در هر جای دنیا برای دیگر افراد سخنرانی کنند. 
در واقع کنفرانس مجازی بخشی از زیر سیستم آموزش مجازی می‌باشد که به کلاس‌های مجازی معروف شده‌اند. 
عمده بخش‌های یک محصول که کنفرانس مجازی یا کنفرانس تحت وب را پوشش می‌دهد، شامل این موارد می‌شود: 
- مشاهده ارائه (پرزنتیشن)
- مشاهده دوربین ارائه دهنده و شرکت کنندگان
- مشاهده صفحات وب
- به اشتراک گذاری فایل‌ها
- پرسش و پاسخ
- استفاده از تخته سیاه مشترک
- گفتگوی برخط به صورت متنی، صوتی و چندرسانه‌ای

مشهورترین انواع کنفرانس‌های مجازی، رایاهمایی (وبینار) و وب کست هستند.
برای آنکه با این نوع سیستم‌ها بیشتر آشنا شوید به مرجع فارسی مراجعه کنید.